# Klerksdorp
Klerksdorp é uma cidade e um distrito administrativo localizado na província do Noroeste (antigo Transvaal ocidental), na África do Sul.

## História
A cidade foi fundada em 1837, quando os Voortrekkers fixaram residência nos bancos do Schoonspruit ("Fluxo Limpo"), que escoam em direção à cidade.
O mais proeminente dos primeiros residentes foi C. M. du Plooy, que reivindicou para si uma fazenda de cerca de 160 km&sup2 chamada Elandsheuwel ("Colina do Elando"). Ele deu porções de terreno e direitos comunitários de pastagem de sua fazenda para outros Voortrekkers, em troca de seu trabalho na construção de uma represa e um canal de irrigação. Ao amontoado de pequenas casas foi dado o nome de Klerksdorp em homenagem ao primeiro landdrost (magistrado) da área, Jacob de Klerk.
Em agosto de 1886, foi descoberto ouro no distrito de Klerksdorp. bem como em Witwatersrand, que fica a cerca de 160 quilômetros a leste. Em conseqüência disso, milhares de caçadores de fortuna vieram à pequena vila, transformando-a em uma cidade com 70 tabernas e mesmo uma bolsa de valores própria.